# Andi Mack
Az Andi Mack 2017-től 2019-ig futott amerikai televíziós filmsorozat, amelyet Terri Minsky készített a Disney Channel számára, rendezői Paul Hoen és David Warren. 
Amerikában 2017. április 7-én tűzték műsorra. Magyarországon még nem vetítették.

## Szereplők
| Szereplő   | Színész              | Magyar hang |
| ---------- | -------------------- | ----------- |
| Andi       | Peyton Elizabeth Lee |             |
| Cyrus      | Joshua Rush          |             |
| Buffy      | Sofia Wylie          |             |
| Jonah Beck | Asher Angel          |             |
| Bex        | Lilan Bowden         |             |
| Celia      | Lauren Tom           |             |

## Epizódok
| Évad | Évad | Epizódok | Eredeti sugárzás  | Eredeti sugárzás    | Magyar sugárzás | Magyar sugárzás |
| Évad | Évad | Epizódok | Évadpremier       | Évadfinálé          | Évadpremier     | Évadfinálé      |
| ---- | ---- | -------- | ----------------- | ------------------- | --------------- | --------------- |
|      | 1    | 12       | 2017. április 7.  | 2017. június 23.    | TBA             | TBA             |
|      | 2    | 25       | 2018. október 27. | 2018. augusztus 13. | TBA             | TBA             |
|      | 3    | 20       | 2018. október 8.  | 2019. július 26.    | TBA             | TBA             |